# Antoni Piechniczek
Antoni Krzysztof Piechniczek (né le 3 mai 1942 à Chorzów) est un entraîneur de football polonais.

## Biographie
Ancien joueur international (3 sélections) ayant évolué notamment au Legia Varsovie, à Ruch Chorzów et à Châteauroux, Piechniczek est ensuite devenu un entraîneur à succès.
Il a dirigé notamment Ruch Chorzów, Górnik Zabrze, Al Rayyan (Qatar), l'Espérance Tunis (Tunisie), mais est surtout célèbre pour avoir entraîné l'équipe nationale polonaise pendant 10 ans (lors de deux périodes distinctes : 1981-1986 et 1996-1997). Sous sa conduite, la Pologne a participé à deux phases finales de coupe du monde en 1982 (troisième) et en 1986 (huitième de finaliste).
Par la suite, Piechniczek fut le sélectionneur de la Tunisie et des Émirats arabes unis.